# 少年隊 DINNER SHOW 愛と勇気
『少年隊 DINNER SHOW 愛と勇気』は、少年隊のコンサートビデオ。VHSは1993年4月27日発売。発売元はポニーキャニオン。

## 概要
1992年12月27日に行われたディナーショーの模様を収録した。
2021年10月時点で未DVD化。

## 収録曲
1. HEAVEN
2. じれったいね
3. バラードのように眠れ
4. WE ARE ALL ALONE - 錦織一清
5. 可愛いKiss、哀しいKiss
6. 愛の手紙
7. レイニー・エクスプレス
8. Happy birthday to！
9. どーしようもない - 東山紀之
10. BOMBER
11. SILENT DANCER
12. LEFT-HANDED DANCE
13. 君を旅して知っている
14. FUNKY FLUSHIN'
15. ロングタイム・ロマンス - 植草克秀
16. 仮面舞踏会
17. デカメロン伝説
18. 星屑のスパンコール
19. 君だけに